# 6316 Мендес
6316 Мендес (інші назви — (6316) 1990 TL6, 1990 TL6, 1993 OW8) — астероїд головного поясу. Відкритий 9 жовтня 1990 року Робертом Макнотом. Названий на честь астронома Маріано Мендеса (Mariano Méndez).
Тіссеранів параметр щодо Юпітера — 3,667.